# 神保慶明
神保 慶明（じんぼう よしあき/のりあき、生没年不詳）は、日本の戦国時代の武将。越中守護代家神保氏の一族。官途は出雲守。
永正16年（1519年）から翌17年（1520年）にかけての神保慶宗の乱の際、守護方連合軍側に立ち、畠山尚順の意を受けて、遊佐慶親と共に神保慶宗討伐に奔走した。慶宗の弟と推測されているが、史料の裏付けはない。新庄城の戦いで慶宗が滅亡した後、慶宗に代わって神保氏の当主に擁立されたものと見られるが、以後史料には見えない。